# Stenochironomus jubatus
Stenochironomus jubatus är en tvåvingeart som beskrevs av Art Borkent 1984. Stenochironomus jubatus ingår i släktet Stenochironomus och familjen fjädermyggor. Inga underarter finns listade i Catalogue of Life.